# Gabriela María de los Ángeles Cagigas Rosaldo
Gabriela María de los Ángeles Cajigas Rosaldo ( * México) fue una licenciada en Derecho por la UNAM, su tesis la dirigió Siches, filósofo español y profesor de la Facultad de Derecho.
Escritora y periodista, además de incursionar en la pintura y el teatro, muy interesada en las artes, mujer avanzada para su tiempo, progresista y polémica, fue conductora de TV en los inicios del canal 13 con su programa "Fuera Máscaras" entrevistando a personajes de la época.
Amiga y conocida de pintores de la talla de Raúl Anguiano y José Luis Cuevas. Interesada en las luchas de la Mujer y feminista por ende, escribió su libro "La Didjaza" reflejando la importancia de la mujer Istmena (Tehuana) con "Juana Cata", introduciendo en él pasajes reales de la historia de su propia familia por rama paterna (Cajigas ).

## Publicaciones
- El arte como expresión del derecho. México, 1968. vii + 242 pp. ilus.
- El mundo desconocido de José Luis Cuevas. 1990
- Raúl Anguiano. 1995
- La Didjaza (la Zapoteca). Novela histórica. 1994

- Datos: Q5873741